# Nový hrad (okres Blansko)
Nový hrad je opravená zřícenina nad údolím řeky Svitavy mezi Blanskem a Adamovem v katastru obce Olomučany. Vznikl na místě staršího předsunutého opevnění tzv. Starého hradu, který posléze zcela nahradil. Ze Starého hradu se do současnosti zachovaly malé zbytky zdí, terénní deprese a dva široké příkopy, zatímco hradby Nového hradu stojí prakticky v původní výšce. Jihozápadně od Nového hradu se na druhé straně příkopu, kterým v současnosti prochází přístupová cesta ke hradu, nachází dobře zachovalé vyvýšené obléhací stanoviště Uhrů opevněné příkopem a valem. Od roku 1964 je hrad chráněn jako kulturní památka.

## Historie hradu

### Starý hrad
První písemná zmínka o hradu pochází z roku 1381. Jeho funkcí byla ostraha významné cesty z Brna blanenským údolím. Jedním z majitelů byl moravský markrabě Jošt, který hrad roku 1411 zastavil Vaňkovi Černohorskému z Boskovic.

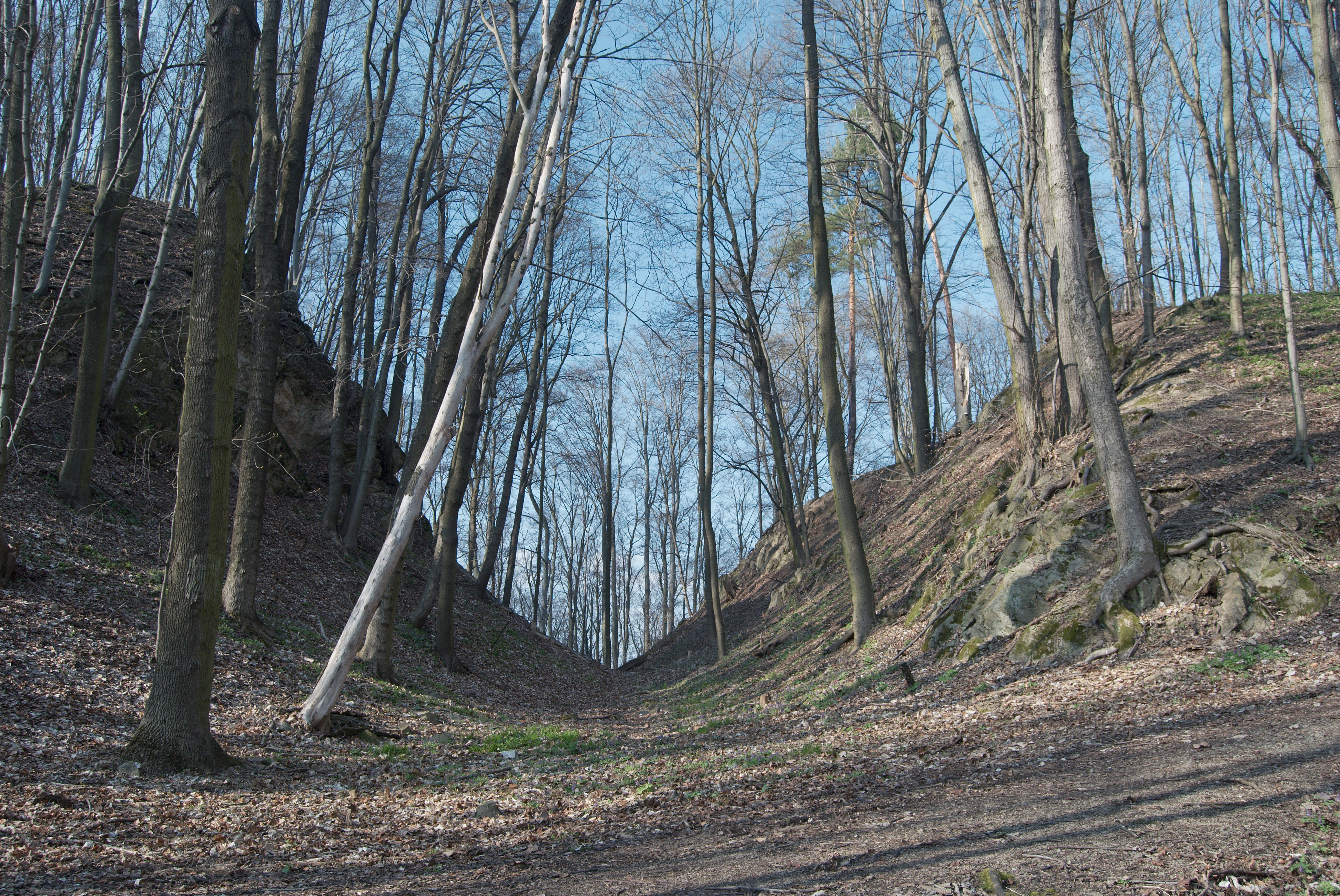
Jeden z příkopů Starého hradu

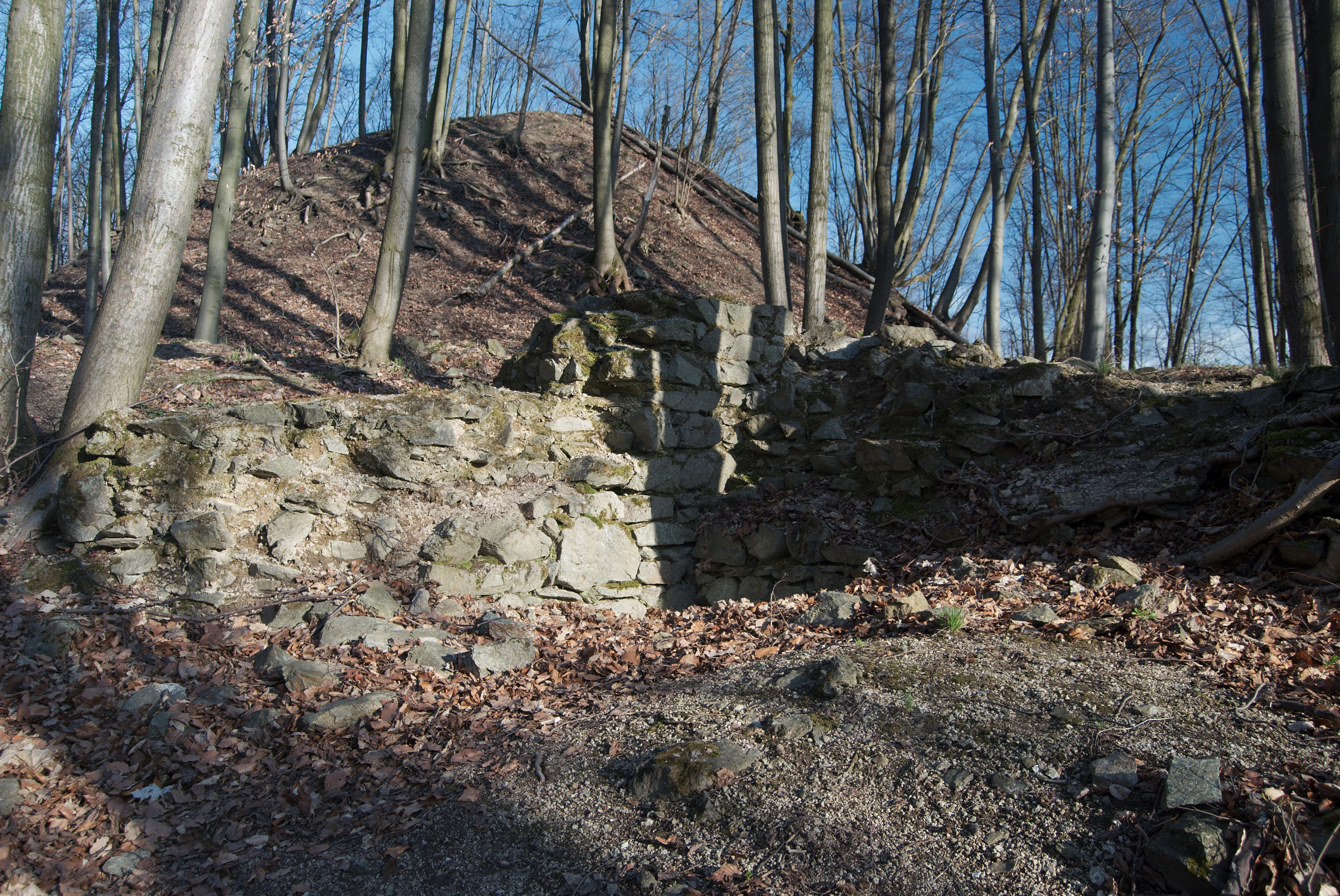
Fragment zdiva paláce ve Starém hradu

Za husitských válek stál držitel hradu Vaněk Černohorský nejprve na straně císaře Zikmunda, ale později se stal přívržencem husitů. Proto byl v roce 1423 hrad dobyt vojskem biskupa Jana Železného. Když nastoupil na český trůn Jiří z Poděbrad a Kunštátu, nechal si hrad v zástavě pro svůj rod. Hrad se stal za česko-uherských válek jednou z bašt českého krále na Moravě. Počátkem roku 1470 byl Starý hrad dobyt a rozbořen vojskem uherského krále Matyáše Korvína. K dobytí hradu postavilo uherské vojsko šest opevněných stanovišť.
Není jisté, do jaké míry byl Starý hrad obnoven, ale na jeho předsunutém opevnění vzdáleném asi 250 m byl později vybudován Nový hrad. Je také možné, že se staveništěm Nového hradu stalo jedno z obléhacích stanovišť. Některá z nich byla vybavena budovami vytápěnými kachlovými kamny.

### Nový hrad

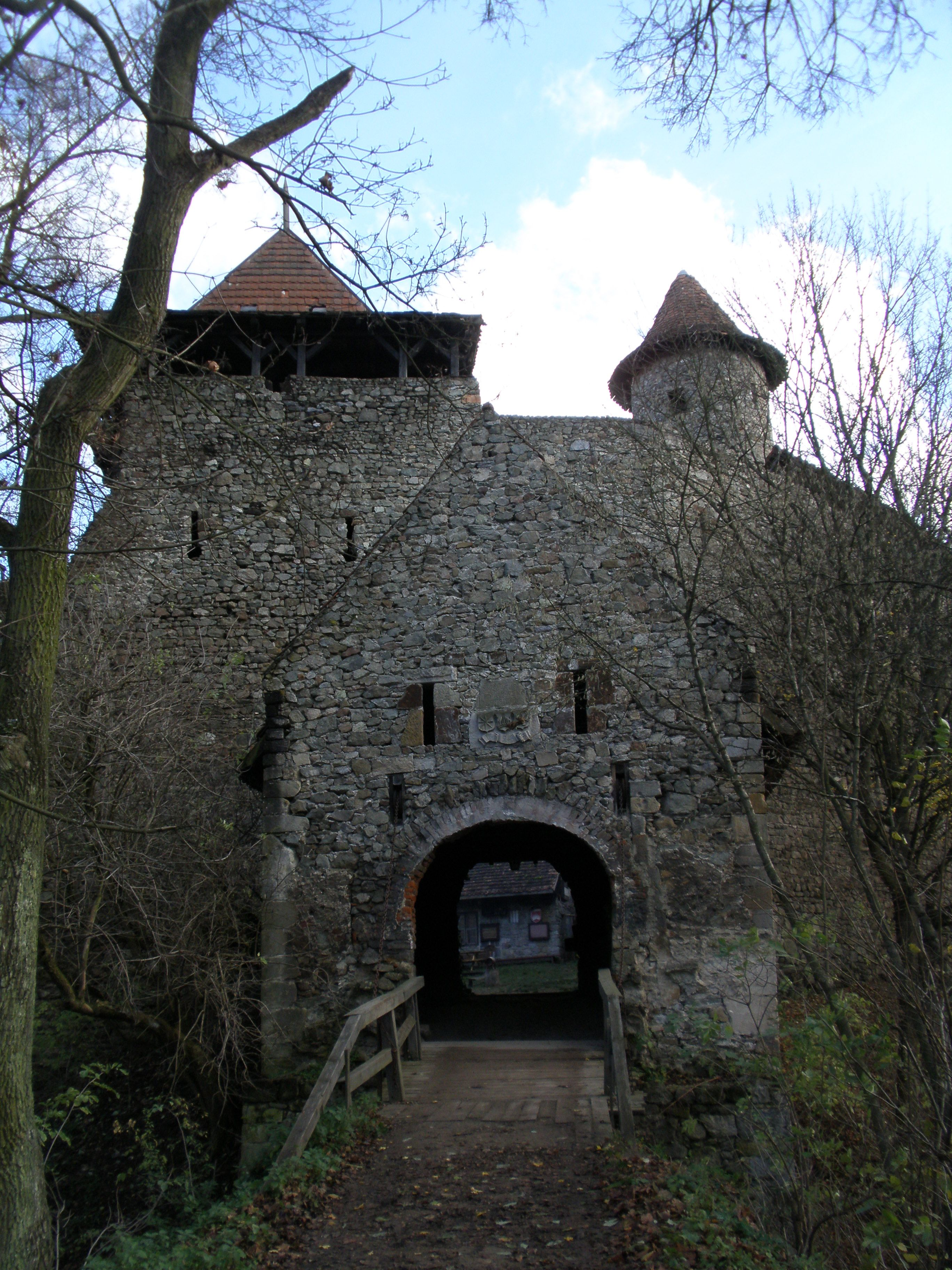
Hradní brána

Nový hrad byl postaven roku 1493 bratry Dobešem a Benešem Černohorskými z Boskovic. K jeho vybudování byl použit materiál z rozbořeného Starého hradu, který se původně jmenoval Nový hrad a Starým hradem začal být nazývám v lidovém podání až po dokončení dnešního Nového hradu.
Černohorští z Boskovic měli hrad v zástavním držení až do roku 1562, český král Ferdinand I. Habsburský rozhodl, že hrad Černohorským prodá. V roce 1597 vymřel rod Černohorských po meči a panství vyženil Maxmilián z Lichtenštejna, který si vzal za manželku dědičku hradu Kateřinu Černohorskou. Když v roce 1643 táhli kolem hradu poprvé Švédové, o dobytí hradu se ani nepokusili, ač ten skýtal množství majetku. Avšak roku 1645, kdy došlo ke švédskému obléhání Brna, byl hrad lstí přepaden a téměř bez boje obsazen. Podle pověsti nebyla hlídka hradu příliš obezřetná, v otevřené bráně hrála kostky, a tak měli Švédové usnadněnou úlohu. Jiná pověst vypráví o zradě olomučanského občana, který zradil ostrahu hradu a zavolal si o otevření brány.
V roce 1655, v době tureckých nájezdů, byl hrad částečně opraven a koncem 17. století sloužil jako obydlí pro myslivce. V roce 1703 proběhla další oprava z důvodu hrozícího nebezpečí ze strany povstalců. Hrad sloužil také jako sklad zbraní vyráběných v blízkých hamrech. V letech 1805–1807 jej Lichtenštejnové nechali přestavět v duchu dobového romantismu. Při tom byla postavena vysoká věž. (Hrad se stal součástí Vranovsko-křtinského lichtenštejnského areálu.) Když se v letech 1843–1848 stavěla železniční dráha z Brna do České Třebové a razil se Novohradský tunel, byla uvedená věž snížena kvůli obavám, že se při otřesech zřítí. V roce 1920 po první pozemkové reformě přešel hrad do majetku státu a do užívání Školního lesního podniku Křtiny. Ještě v 50. letech 20. století zde byl výletní hostinec. Poté byl ponechán svému osudu a chátral. Počátkem 80. let 20. století se jeho záchrany ujali nadšenci, kteří hrad pod hlavičkou Českého svazu ochránců přírody převzali v roce 1990. Hrad je veřejnosti přístupný a konají se zde různé akce.
V roce 1994 se na hradě točil film V erbu lvice, dále pohádka O králi, hvězdáři, kejklíři a třech muzikantech z roku 1996 a v roce 2006 pohádka Tajemství Lesní země. V roce 2011 se pak natáčela pohádka Sněžný drak.

## Stavební podoba

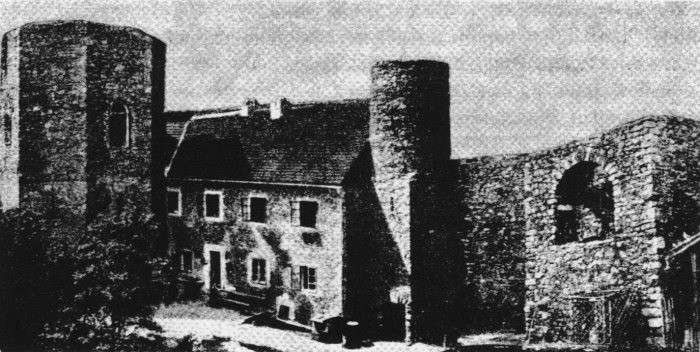
Nádvoří Nového Hradu z roku 1926

Stavební dispozice staršího hradu byla dvojdílná. Hrad stál na konci ostrožny překopané šíjovým příkopem širokým 26 m a 7 m hlubokým, za kterým se nacházelo předhradí, jehož zástavba se nedochovala. Hradní jádro, které odděloval od předhradí další příkop široký 29 m a přes 10 m hluboký, mělo přibližně obdélný půdorys se zkosenými rohy na východní straně. Přístupová cesta jádro pravděpodobně obcházela podél severní strany a vstupovala do brány v jihozápadním nároží. Ve středu jádra se nachází výrazný suťový pahorek, který zřejmě ukrývá zbytky velké věže. Není jisté, zda fragmenty zdiva na jeho vrcholku tvoří součást věže nebo vznikly až při stavbě romantického altánu. V severozápadním nároží stál malý dvouprostorový palác.
Nový hrad byl postaven v nejužším místě ostrožny na starším předsunutém nebo obléhacím opevnění. Jde o rozměrný bollwerk s hradbami silnými 2,3–5 m chráněný na východní straně širokým příkopem, za kterým se dochovaly terénní relikty staršího dřevohlinitého opevnění. Za branou stojí po levé straně hranolová věž a další pozdně gotická budova stála v severovýchodním nároží. Ostatní budovy jsou zřejmě renesančního a mladšího původu.

## Galerie

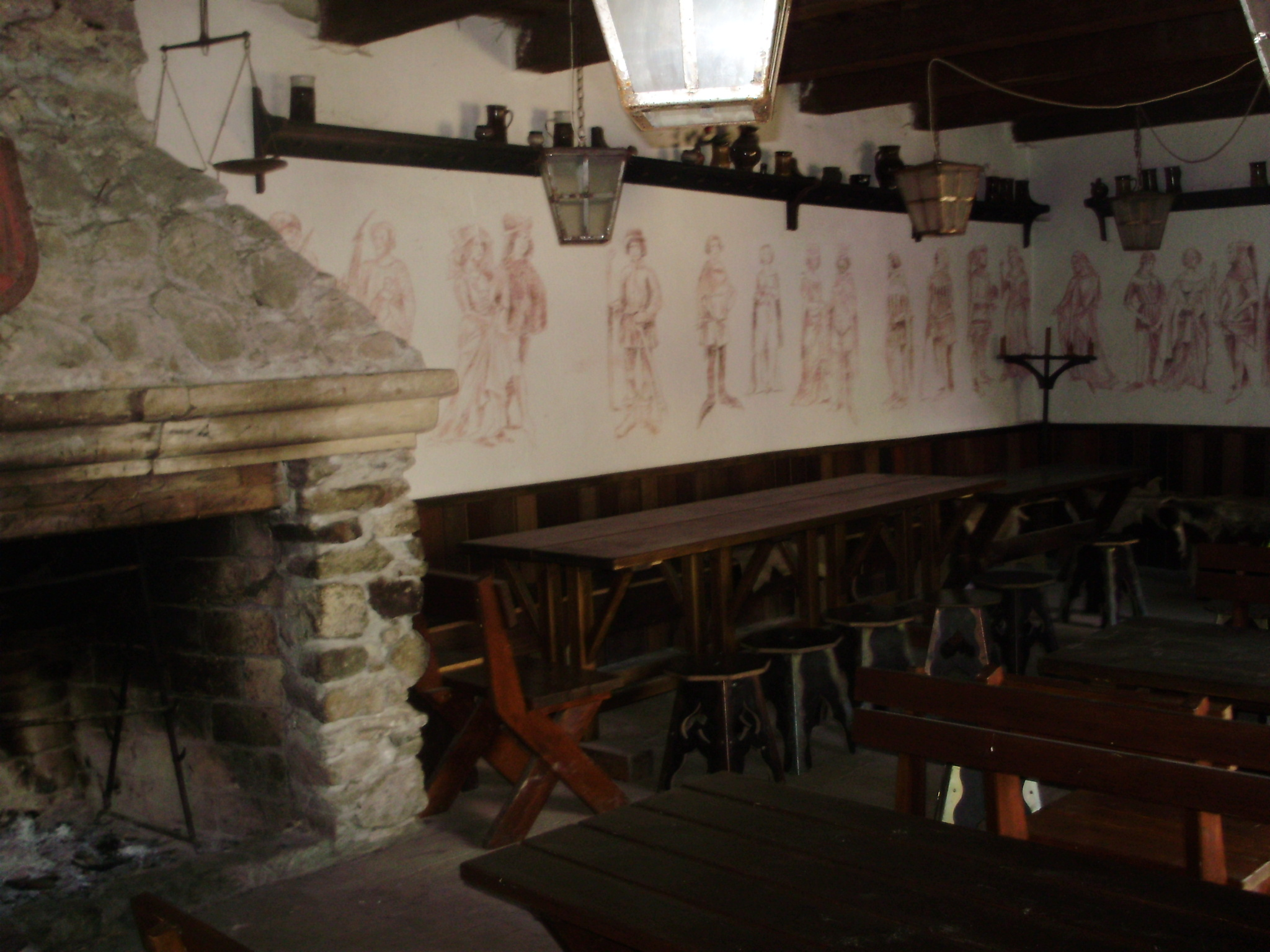
Hospoda
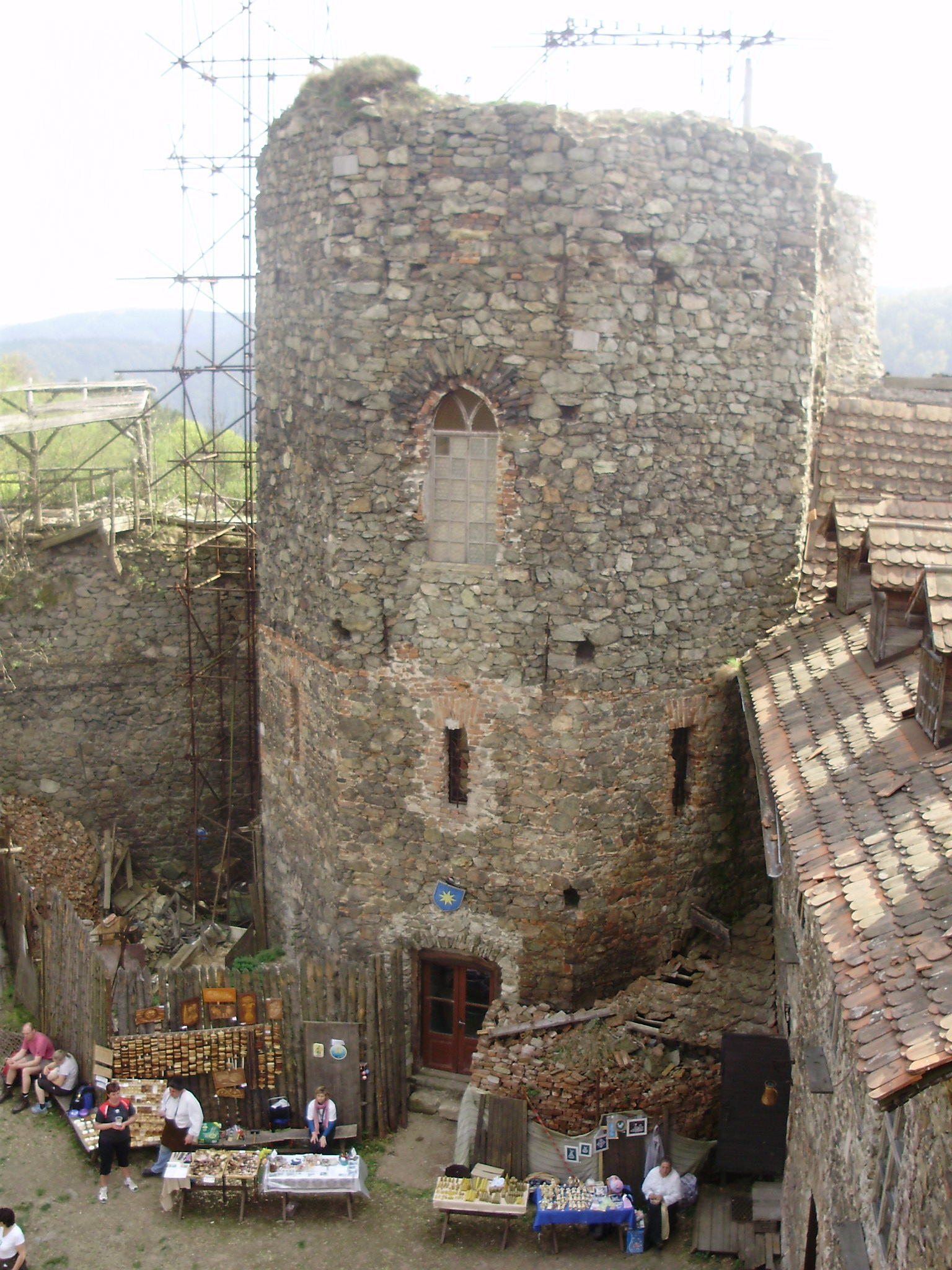
Opravovaná věž
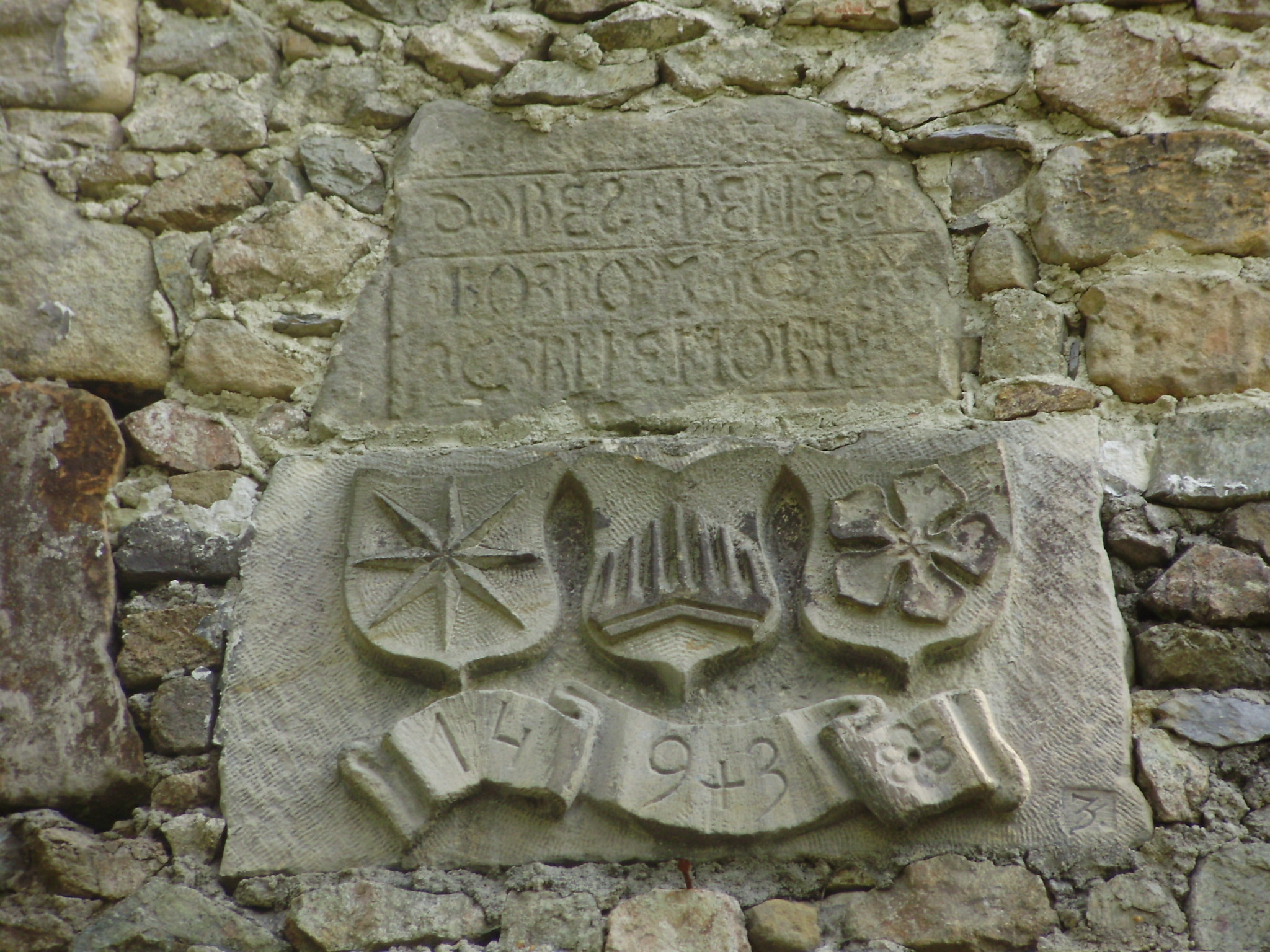
Znak nad vstupem
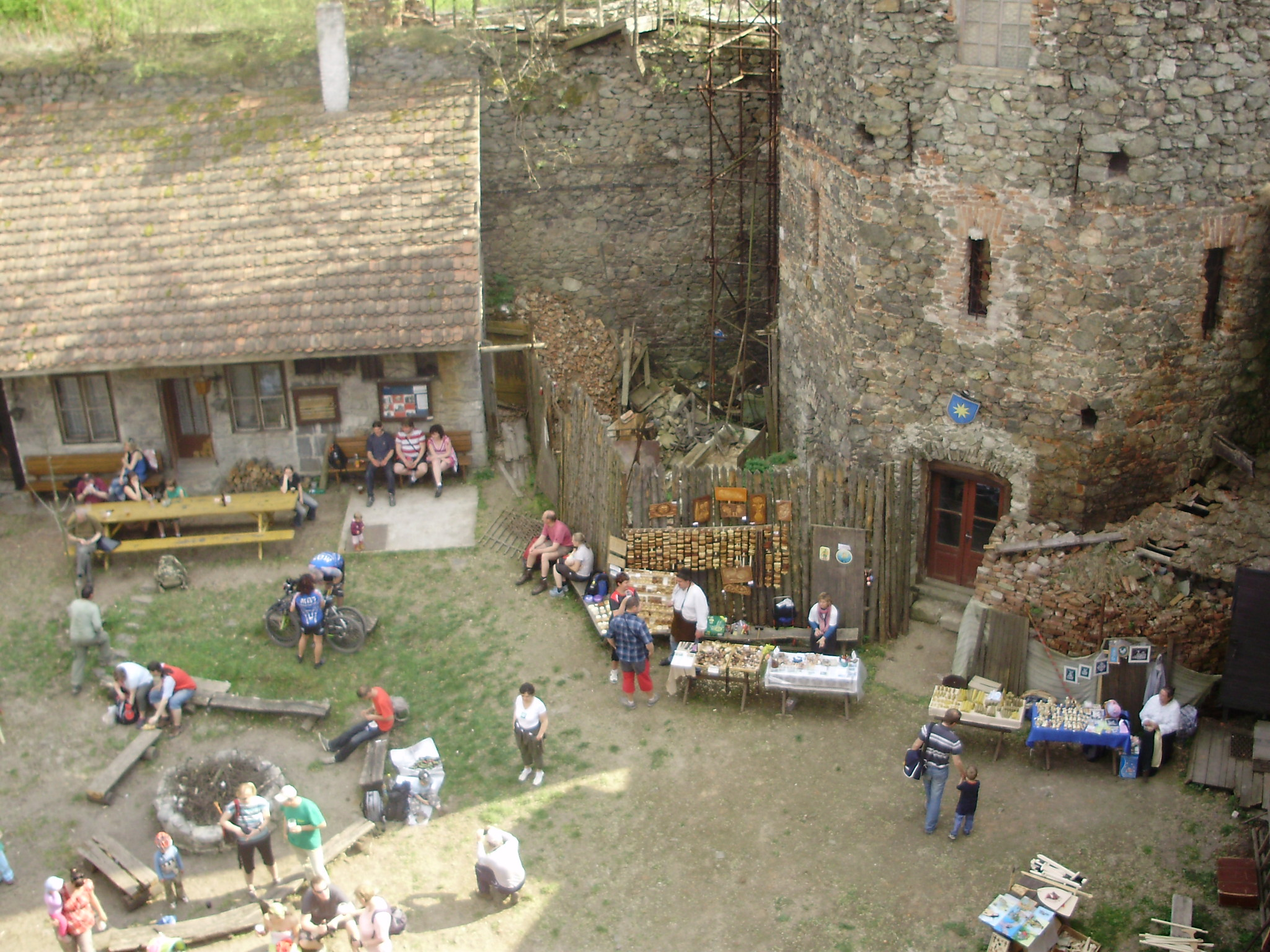
Hradní akce
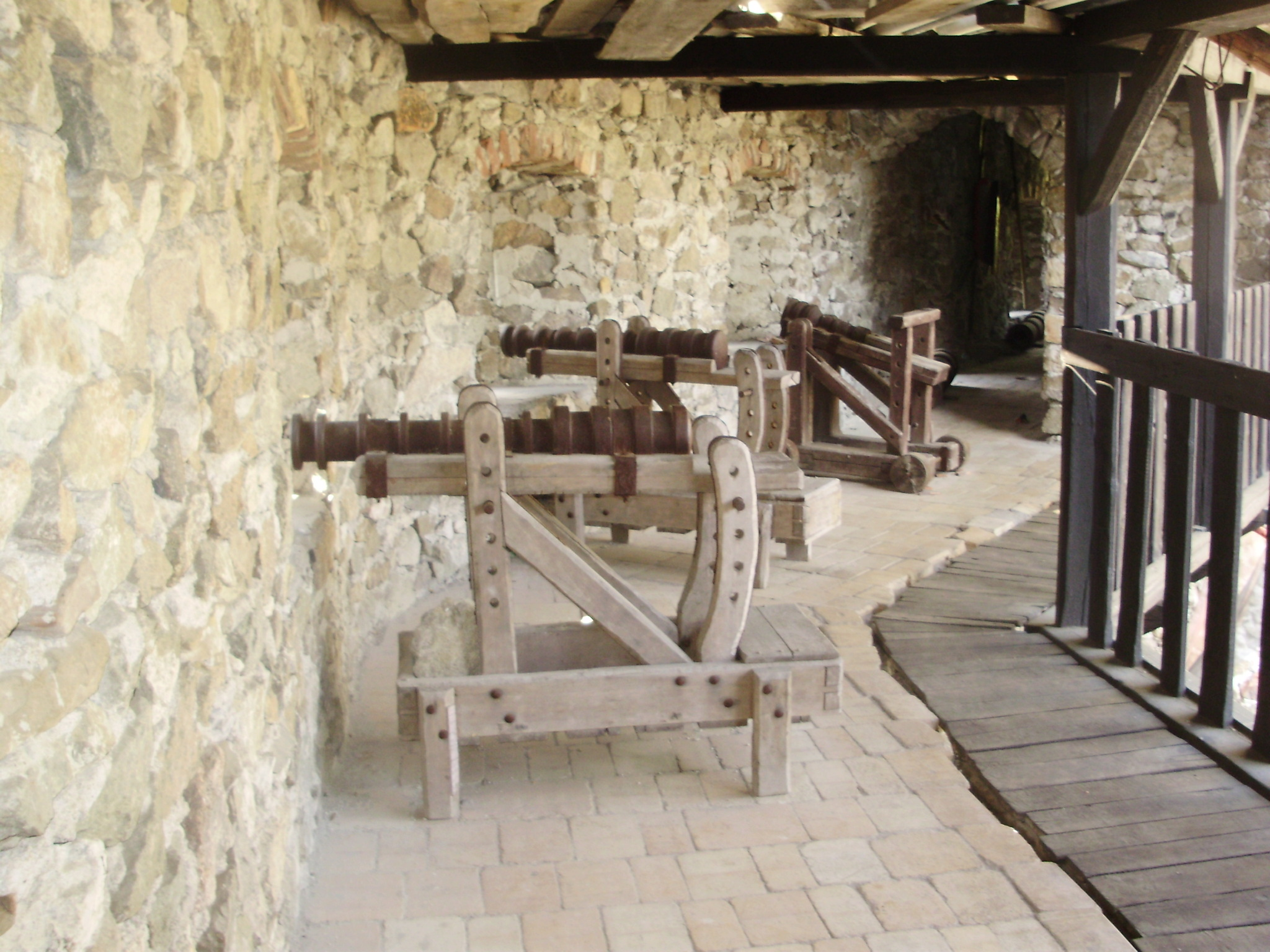
Ochoz